# 高木純一
高木 純一（たかぎ じゅんいち、1908年3月25日 - 1993年10月29日）は、日本の工学者。

## 略歴
東京市麻布生まれ。1931年早稲田大学理工学部電気工学科卒、1950年工学博士。
私立中野中学校講師、1933年早稲田第一高等学院専門部工科講師、早大理工学部助教授、教授、理工学部長、高等学院長、理事、1978年定年、名誉教授。
1971年紫綬褒章受勲、1973年NHK放送文化賞受賞、1980年勲三等旭日中綬章。
啓蒙的な著作を多く書いた。高木は、日本で最初の電気技術史家と言うべき人物である。

## 著書

### 単著
- 『歴史的に観た物理学』（前野書店） 1942
  - 『歴史的に観た物理学』（前野書店） 1949
- 『少国民の電気工学』（金蘭社） 1944
- 『科学とはなにか』（要書房） 1952
- 『現代技術は何を示唆するか』（早稲田大学出版部） 1952
- 『社会工学』（宝文館、NHK教養大学） 1952
- 『電池あそび』（戸沢辰雄絵、金子書房、少年図書館選書） 1953
- 『電気のふしぎ』（偕成社、目で見る児童百科） 1964
- 『電気の歴史 計測を中心として』（オーム社） 1967
- 『電気の世界 電気の科学』（偕成社、小学生百科） 1968
- 『マン・マシン・システムの社会』（三省堂） 1970
- 『システム科学 学問総合化の思想と方法』（筑摩書房） 1972

### 共著
- 『未来の世界』（岸田純之助共著、中島章作絵、小学館、学習科学図鑑シリーズ） 1963

## 翻訳
- 『技術の歴史 9 - 10 (鋼鉄の時代) 』増補版（チャールズ・シンガーほか編、訳編、筑摩書房） 1979

## 論文
- <高木純一